# Archivio generale di Simancas

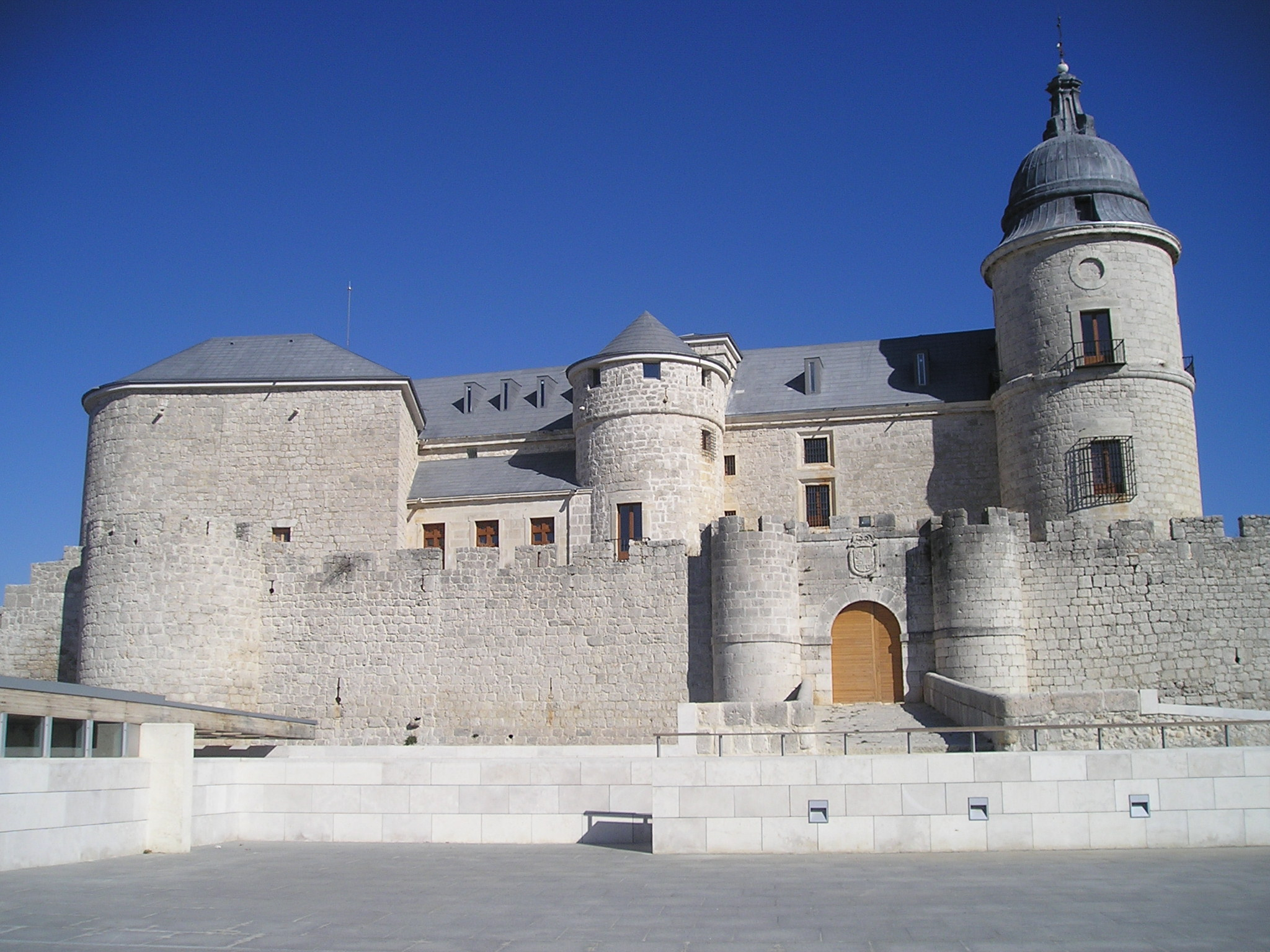
Il castello di Simancas

L'Archivio generale di Simancas (in spagnolo: Archivo General de Simancas) è uno dei cinque archivi di Stato centrali spagnoli, ed in particolare è quello deputato alla conservazione dei documenti della Corona di Castiglia dalla fondazione al 1844.
L'Archivio di Simancas è stato fondato nel 1540, quando fu deciso che la Castiglia dovesse dotarsi di un archivio centrale ad imitazione di quanto già avveniva per la Corona d'Aragona. Esso ha funto da archivio centrale del Regno di Spagna fino al 1844, quando è stato creato l'archivio generale dell'amministrazione a Alcalá de Henares.
L'Archivio è ospitato sin dall'origine nel castello di Simancas, provincia di Valladolid, comunità della Castiglia e León. L'attuale castello, costruito sopra le rovine di fortificazioni precedenti risalenti all'epoca della Reconquista, venne edificato dalla famiglia Enríquez nel XV secolo. Il suo aspetto attuale si deve tuttavia agli estesi interventi effettuati sul finire del XVI secolo, su progetto di Juan de Herrera e Francisco de Mora.

## Patrimonio

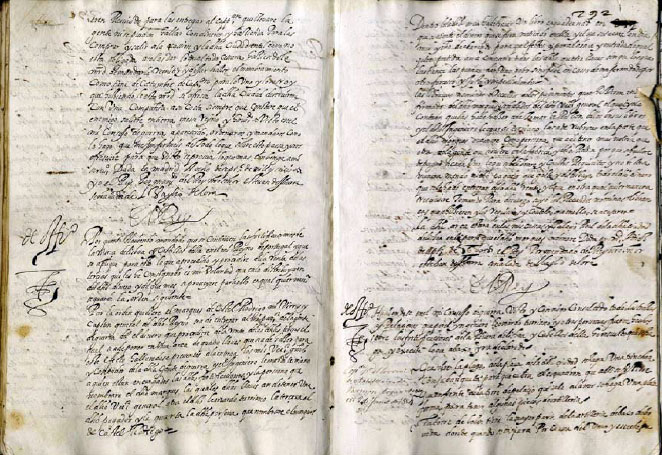
Real Cédula dell'anno 1600 conservata nell'Archivio

L'importanza dell'archivio è dovuta al fatto che nel periodo cui si riferiscono i documenti conservati la Spagna dominava molte aree geografiche (fra cui alcuni regioni italiane) e pertanto l'archivio è frequentato dagli storici che si occupano di molte nazioni, non solo da chi studia la storia iberica.
L'organizzazione dell'Archivio rispecchia la sua evoluzione storica. Poiché conserva soprattutto documenti amministrativi, la divisione in sezioni rispecchia le suddivisioni amministrative spagnole. 
L'Archivio è diviso quasi trenta sezioni, tuttavia esse possono essere riunite in otto gruppi principali.
- Patronato Real: è una collezione di testi che non provengono da una specifica istituzione. La maggior parte del materiale di questa sezione risale ai Re Cattolici, a Carlo V e Filippo II.[2] Si tratta dei documenti più antichi e preziosi conservati a Simancas[3].

- Segreteria del Consiglio di Stato (secoli XV-XVII) e corrispondenza diplomatica del secolo XVIII: è la sezione più consultata di Simancas[4], contiene più di 8000 faldoni il cui argomento principale sono le relazioni del regno di Spagna con gli altri stati[3].

- Segreterie dei Consigli delle Fiandre, d'Italia e del Portogallo (secoli XVI-XVII): i documenti di queste sezioni sono tradizionalmente detti "provinciali"[5]; si tratta infatti di documenti relativi ai territori sottoposti alla Spagna nel resto d'Europa[2].

- Segreteria del Consiglio e della Camera di Castiglia (secoli XV-XVII): questa sezione riguarda la Castiglia in senso stretto; la maggior parte dei documenti conservati risalgono al periodo dal XVII secolo in poi[6]; si tratta di documenti di carattere legislativo e giudiziario[7].

- Registro del Sigillo di Corte (1475-1689): i fondi contenuti in questo gruppo sono formati da più di 2500 faldoni di documenti che condividono la caratteristica di provenire dal governo reale e di essere sigillati con il sigillo maggiore[3].

- Casa Reale-Opere e Boschi (secoli XV-XVII): si tratta di una raccolta di documenti che si riferiscono ai membri della famiglia reale o al patrimonio regio[8], dai palazzi alle tenute di caccia[2].

- Segreterie del Consiglio di Guerra (secoli XV-XVII) e degli Uffici della Guerra e della Marina (secolo XVIII): contiene i documenti riguardanti l'esercito e la marina.[9]: in totale si tratta di più di 13000 faldoni.

- Hacienda: costituisce più di metà dell'Archivio (più di 38000 faldoni)[10] Si tratta di documenti prevalentemente amministrativi, ma utili per studiare la storia economica.